# Ilario Doria
Ilario Doria (greco antico: Ιλαρíων Tóρια, Hilarion Toria, latino: Illarius Doria, noto anche come Hilario o Ilarione; Caffa, ... – 1424) è stato un nobile, diplomatico e traduttore italiano naturalizzato bizantino originario della Repubblica di Genova,  cognato dell'imperatore bizantino Manuele II Paleologo.

## Biografia

### Origini
Ilario Doria nacque a Caffa, colonia della Repubblica di Genova in Crimea, da un membro della famiglia Doria e da Isabella Salvaigo. 
Il suo primo incarico diplomatico noto fu nel 1386, quando si recò a Costantinopoli, alla corte bizantina, per chiedere aiuto contro l'Orda d'Oro.

### Carriera
Nell'aprile 1392, Doria si convertì dal cattolicesimo all'ortodossia in modo da poter sposare Zampia Paleologa, figlia illegittima del defunto Giovanni V e sorellastra dell'imperatore Manuele II. La coppia ebbe almeno due figlie. Ora cognato dell'imperatore, Ilario fece rapidamente carriera, fino a essere nominato, nel 1397, mesazon, una delle massime onorificenze dell'Impero. In questa veste, fra il 1397 e il 1403 rappresentò l'Imperatore in Italia, senza Zampia. In particolare, Doria era incaricato di favorire gli sforzi di Papa Bonifacio IX per l'indizione di una nuova crociata. I tentativi furono fallimentari: Doria non riuscì ad assicurarsi il sostegno di Firenze perché Manuele rifiutò di concederle i privilegi commerciali richiesti, mentre il resto dei fondi forniti a Bonifacio da Costantinopoli finirono persi quando la crociata venne annullata a causa della rottura fra Bonifacio e il suo luogotenente, Paolo de Bilenci, vescovo di Calcedonia. Per il resto del suo soggiorno in Italia Doria svolse diverse missioni diplomatiche per conto di Manuele o del papato, soprattutto a Genova, dove si occupò di riscuotere le decime del papato. Si recò anche in Inghilterra, dall'inverno 1398 al gennaio 1399, dove fu nominato cavaliere da Riccardo II in occasione del Natale. Tornato in Italia, fu incaricato nuovamente da Bonifacio di raccogliere fondi per la crociata in Italia e Inghilterra, grazie anche alle lettere di Manuele II ai cristiani, ma anche questi sforzi furono fallimentari e Doria fu persino accusato di aver sottratto il denaro dopo un litigio con Bilenci.
Tornato a Costantinopoli, dove si riunì alla moglie, Doria fu incaricato da Manuale di scortare la delegazione di Enrico III di Castiglia, giunta il 28 ottobre 1403, a visitare le reliquie della città, in particolare il braccio di Giovanni Battista conservato al Monastero di San Giovanni di Petra. La prima visita fu fallimentare, perché, sebbene i castigliani abbiano apprezzato il Monastero, si scoprì che l'imperatrice Elena si era dimenticata di mandare con loro la chiave che apriva il reliquiario, rendendo necessaria una seconda visita.
Il 30 ottobre 1418, Doria fu fra i testimoni del trattato fra Costantinopoli e Venezia.

### Cospirazione, esilio e morte
Nel 1422, la figlia di Doria, Zampia, sposò Küçük Mustafa, principe e pretendente ottomano che fu sconfitto e giustiziato l'anno seguente dal suo fratellastro, il sultano Murad II. 
Tale matrimonio creò una frattura fra Manuele e Doria, che fu coinvolto in una vaga ma pericolosa cospirazione messa in piedi da Demetrio Paleologo, figlio di Manuele, contro il padre e il fratello erede, Giovanni VIII. Scoperti nel luglio 1423, fuggirono a Galata, dove Doria aveva dei contatti nella comunità genovese e dove, dopo lunghe trattative, ricevettero un perdono parziale, con Doria che entrò ufficialmente nel seguito di Demetrio. Tuttavia, Demetrio decise di non accettare il perdono e, dopo un tentativo di raggiungere la corte di Murad II, fuggì invece in Ungheria, insieme a Doria e a suo genero, Giorgio Izaoul. Entrarono a servizio di Sigismondo d'Ungheria, che concesse a Doria un diploma datato 18 gennaio 1424, a Visegrad. 
Dopo tale data non si hanno più notizie di Doria, tranne che morì in Ungheria in quel periodo.

## Discendenza
Ilario Doria ebbe tre figlie, di cui due dalla moglie Zampia e una di maternità incerta:
- Zampia Paleologa Doria, anche detta Isabella, che nel 1422 sposò il principe ottomano e pretendente al trono Küçük Mustafa, rimanendo vedova l'anno seguente. Da sposata, le fu conferito il titolo di "Signora dell'Anatolia" piuttosto che il consueto "Amerissa" ("moglie dell'emiro", titolo dato alle nobili ortodosse che sposavano signori mussulmani)[4][9][17].
- Una figlia che nel 1422 sposò Giorgio Izaoul, un alleato di Demetrio Paleologo, forse uno pseudonimo o un figlio del despota deposto Giorgio de' Buondelmonti[9][15].
- Manfredina. È variamente sostenuto che sia stata la terza figlia di Zampia o una figlia solo di Doria, nata da un precedente matrimonio ignoto oppure illegittima. Sposò Giovanni Crisolora, parente di Manuele Crisolora, da cui ebbe figli, fra cui una figlia, Teodora (m. 1441/1442), che sposò Francesco Filelfo[1][9][16].